# Нейтральный красный
Нейтральный красный (3-амино-6-диметиламино-2-метилфеназоний хлористый) — органическое соединение с химической формулой C15H17ClN4, производное феназина, относящееся к диазиновым красителям. Используется в микробиологии для прижизненного окрашивания клеточных культур и в аналитической химии как кислотно-основной индикатор.
Синонимы: толуиленовый красный, C. I. 50040.

## Свойства
Порошок из кристаллов, имеющих цвет в диапазоне от тёмно-зелёного до чёрного. Молярная масса 288,78 г/моль. Растворим в воде — 4 г на 100 мл при 15 °C с образованием раствора красного цвета, в спирте — 2 г на 100 г при 15 °C, при этом образуется жёлтый раствор, имеющий лёгкую флуоресценцию.
Добавление концентрированной соляной кислоты в водный раствор приводит к изменению цвета с красного на синий.

## Получение
Получают взаимодействием N,N-диметил-4-нитрозоанилина с раствором 2,4-толуилендиамина в соляной кислоте с примесью хлорида железа при 90—95 ℃.
 +  + HCl {\displaystyle {\xrightarrow {90-95~^{\circ }\mathrm {C} }}}  • HCl